# Amon (démon)
Pour les articles homonymes, voir Amon (homonymie).

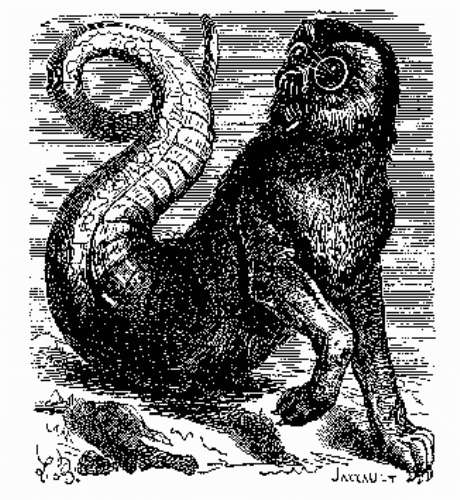
Image d'Amon tirée du Dictionnaire infernal

Amon ou Aamon est un démon issu des croyances de la goétie, science occulte de l'invocation d'entités démoniaques. Il tire vraisemblablement son origine du dieu de l'Égypte antique, Amon.
Le Lemegeton le mentionne en 7e position de sa liste de démons. Selon l'ouvrage, Amon est un puissant marquis. Il a la forme d'un loup, avec une queue de serpent, et il crache des flammes. Il peut prendre forme humaine mais sa tête est alors celle d'une chouette avec une gueule ornée de dents. Il connaît le passé et l'avenir et brouille les amitiés. Il est à la tête de 40 légions infernales. Il serait à l'origine de la Lycanthropie.
La Pseudomonarchia Daemonum le mentionne en 5e position de sa liste de démons et lui attribue des caractéristiques similaires.

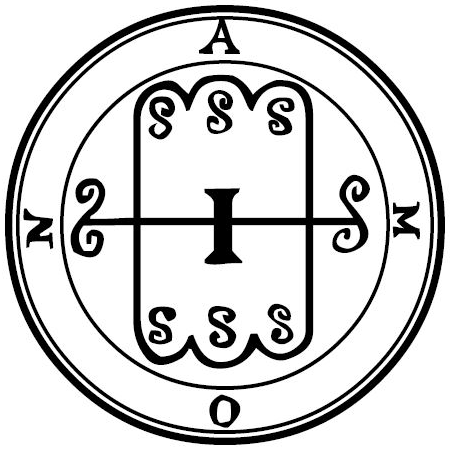
Le sceau d'Amon selon Mathers.

## Culture Populaire
Aamon est l'un des quatre généraux à vaincre avant d'affronter Psaro l'Exterminateur dans le jeu vidéo Dragon Quest IV.
Dans la version DS, un chapitre bonus est proposé, offrant à Aamon la place de vrai boss final du jeu à la place de Psaro.
Il serait également celui qui à formé Nimzo, l'antagoniste de Dragon Quest V.
Amon est aussi le démon avec lequel Akira fudo « fusionne » dans Devilman, manga de Go Nagai au multi adaptation animé, dont la plus récente est Devilman crybaby.
Amon est également le Djiin attribué au personnage d'Alibaba dans le manga Magi: The Labyrinth of Magic.
Enfin il s'agit aussi du nom de l'ancien roi du désert de Sumeru (le Roi Deshret) dans Genshin Impact.
Amon est également le nom d'un drone militaire de Skell Technology dans Tom Clancy's Ghost Recon:Breakpoint.